# Кинтана Симонетти, Антонио
Антонио Кинтана Симонетти (исп. Antonio Quintana Simonetti; 1919 — 1993) — кубинский архитектор и педагог, почётный член Академии художеств СССР (1983).

## Биография
В 1944 году окончил школу архитектуры Гаванского университета. Приобрёл известность в 1950-е годы благодаря крупным общественным постройкам. В зданиях сочетал рациональность планов с геометрической пластикой объёмов. Преподавал в своёй альма-матер, профессор.

## Основные проекты и постройки
- Здание Стоматологического общества в Гаване (1952—1954, совм. с А. Пересом Беато и М. Рубио)
- Здание Медицинского центра (1956—1958; совм. с А. Пересом Беато и М. Рубио)
- реконструкция курорта Варадеро (1959—1961)
- Городок строителей (1960—1961, совм. с Т. Асканьо)
- реконструкция Дворца Революции[исп.] (1964—1965)
- 17-этажный экспериментальный жилой дом (набережная Малекон, 1971, совм. с А. Родригесом)
- Парк отдыха имени В. И. Ленина (1972)[1]
- Дворец конгрессов (1979, совм. с Э. Ассе)